# Kathryn Harrold
Kathryn Harrold est une actrice américaine, née le 2 août 1950 à Tazewell, en Virginie (États-Unis).

## Biographie
Elle apparait dans de nombreuses séries télévisées comme 200 dollars plus les frais, MacGruder and Loud, The Bronx Zoo, Les Ailes du destin, The Larry Sanders Show, Mister Sterling et a joué dans Le Contrat, en 1986 aux côtés de Robert Davi et Arnold Schwarzenegger.
En 1981, elle a joué dans le film Modern Romance où elle interprète l'ex-petite amie du personnage d'Albert Brooks.
Depuis 1994, Kathryn Harrold est mariée à Lawrence O'Donnell, acteur mais aussi analyste politique américain, avec qui elle a eu un enfant.

## Filmographie

### Cinéma
- 1979 : Morsures d'Arthur Hiller
- 1980 : Le Chasseur (The Hunter)
- 1981 : Modern Romance
- 1981 : 200 000 dollars en cavale (The Pursuit of D.B. Cooper)
- 1982 : Yes, Giorgio
- 1982 : Rêves sanglants (The Sender)
- 1984 : Heartbreakers
- 1985 : Série noire pour une nuit blanche (Into the night)
- 1986 : Le Contrat (Raw Deal)
- 1987 : Someone to Love

### Télévision
- 1976 : The Doctors (en)
- 1978 : Starsky et Hutch (Starsky and Hutch)
- 1979 : Women in White
- 1979 : Son-Rise: A Miracle of Love
- 1979 : Vampire
- 1979 : 200 dollars plus les frais (The Rockford Files)
- 1980 : Bogie
- 1980 : The Women's Room
- 1983 : La Vie secrète d'une étudiante
- 1984 : The Best Legs in the 8th Grade
- 1985 : MacGruder et Loud (MacGruder and Loud)
- 1985 : MacGruder et Loud (MacGruder and Loud)
- 1987 : The Bronx Zoo
- 1988 : Défi dans la nuit
- 1988 : Dead Solid Perfect
- 1990 : Capital News
- 1990 : Rainbow Drive
- 1991 : Deadly Desire
- 1991 : Dream On
- 1991 : Les Ailes du destin (I'll Fly Away)
- 1993 : The Larry Sanders Show
- 1994 : The Companion
- 1996 : The Rockford Files: Punishment and Crime
- 1997 : Passion violée (Tell Me No Secrets)
- 1998 : Outrage
- 1998 : Chicago Hope : La Vie à tout prix (Chicago Hope)
- 1998 : The Practice : Bobby Donnell et Associés
- 1999 : Amy (Judging Amy)
- 2000 : The '70s
- 2001 : Jack and Jill
- 2001 : A Woman's a Helluva Thing
- 2001 : Associées pour la loi (Family Law)
- 2002 : Les Rois du Texas (King of the Hill)
- 2003 : Mister Sterling
- 2003 : Miracles
- 2004 : NIH : Alertes médicales (Medical Investigation)
- 2005 : Les Experts : Manhattan (CSI: NY)
- 2006 : Mystery Woman: At First Sight
- 2006 : Desperate Housewives